# 1136

## Събития
- Основава се Новгородското княжество